# اولایا اررآ
اولایا اررآ (به اسپانیایی: Olaya Herrera) یک سکونت‌گاه مسکونی در کلمبیا است که در بخش نارینیو واقع شده‌است.